# Antalyaspor
Antalyaspor Kulübü jest tureckim klubem piłkarskim z Antalyi. Został założony 2 lipca 1966 roku.
Barwami klubu jest kolor czerwony i biały, swoje mecze domowe rozgrywają na Antalya Stadyumu. Klub 2-krotnie zdobył mistrzostwo 2. Lig, a w 2000 dotarł do finału Pucharu Turcji.

## Historia
Antalyaspor powstał w 1966 roku w nadmorskiej miejscowości Antalya. W 1982 roku klub awansował do Süper Lig. W sezonie 1984/85 Antalyaspor spadł do 2 ligi. Klub rywalizował w 2 lidze do roku 1994, kiedy to w finale play-off pokonał 3-2 Istanbulspor. Największy poziom klub pokazywał do roku 2002, kiedy to grał w Pucharze Intertoto, a dwa lata wcześniej przegrał w finale Pucharu Turcji z Galatasaray 5-3. Antalyaspor rozegrał także 4 mecze w Pucharze UEFA (Liga Europejska). Najpierw w pierwszej rundzie w dwumeczu pokonał Kapaz PFC 7-0, a potem odpadł po meczach z Werderem Brema, choć w jednym z Antalyaspor odniósł zwycięstwo 2-0. W sezonie 2001/2002 spadł z Süper Lig. Klub ponownie wywalczył awans w sezonie 2005/2006. W następnym roku nie udało się utrzymać w najwyższej tureckiej lidze, lecz w kolejnym sezonie wywalczyli ponowny awans. W sezonie 2014/15 klub zajął 5. miejsce w najwyższej klasie rozgrywkowej, co gwarantuje start w Lidze Europejskiej.
W 2015 roku sprzedano klub za 50 mln z nadzieją, że zainwestowane w niego pieniądze przyniosą sukcesy w kolejnych latach. 25 czerwca 2015 do klubu dołączył 3-krotny zwycięzca Ligi Mistrzów Samuel Eto’o.
Do 2010 roku piłkarze Antalyasporu rozgrywali swoje spotkania na stadionie im. Atatürka, ponieważ jednak jego dalsze użytkowanie zagrażało bezpieczeństwu, drużyna tymczasowo przeniosła się na Mardan Spor Kompleksi, a w 2012 roku na Akdeniz Üniversitesi Stadyumu. Budowa nowego stadionu dla klubu, mogącego pomieścić 32 539 widzów, rozpoczęła się w czerwcu 2013 roku, a pierwszy mecz na nowym obiekcie piłkarze Antalyasporu rozegrali 26 października 2015 roku (porażka z Beşiktaşem 1:5).

## Trenerzy
- Zeynel Soyuer (1984)
- Yılmaz Vural (1988–89)
- Şenol Güneş (28 lipca 1997 – 30 czerwca 1998)
- Jozef Jarabinský (1998–99)
- Rüdiger Abramczik (1 lipca 1999 – 30 czerwca 1999)
- Hüseyin Kalpar (2001)
- Yılmaz Vural (1 czerwca 2005 – 30 czerwca 2007)
- Raşit Çetiner (26 czerwca 2007 – 24 grudnia 2007)
- Hikmet Karaman (27 marca 2008 – 15 sierpnia 2008)
- Jozef Jarabinský (1 lipca 2008 – 28 października 2008)
- Mehmet Özdilek (7 listopada 2008 – 28 maja 2013)
- Samet Aybaba (29 czerwca 2013 – 10 marca 2014)
- Fuat Çapa (19 marca 2014 – 13 czerwca 2014)
- Engin Korukır (12 czerwca 2014 – 11 listopada 2014)
- Hami Mandıralı (15 listopada 2014 – 23 lutego 2015)
- Yusuf Şimşek (27 lutego 2015 – 8 grudnia 2015)
- Mehmet Uğurlu (7 grudnia 2015 – 6 stycznia 2016)
- José Morais (6 stycznia 2016 – 6 października 2016)
- Rıza Çalımbay (10 października 2016 – 19 września 2017)
- David Badia (20 września 2017 – 27 września 2017)
- Leonardo (28 września 2017 – 7 grudnia 2017)
- David Badia (8 grudnia 2017 – 16 stycznia 2018)
- Hamza Hamzaoğlu (17 stycznia 2018 – 22 maja 2018)
- Bülent Korkmaz (14 czerwca 2018 – 15 listopada 2019)
- Stjepan Tomas (20 listopada 2019 – 6 stycznia 2020)
- Tamer Tuna (15 stycznia 2020 – 30 października 2020)
- Ersun Yanal (11 listopada 2020 – 4 października 2021)
- Nuri Şahin (od 5 października 2021)

## Skład na sezon 2023/2024
Aktualny na 15 września 2023
| Nr | Poz. | Piłkarz           |
| -- | ---- | ----------------- |
| 1  | BR   | Helton Leite      |
| 3  | OB   | Bahadır Öztürk    |
| 4  | OB   | Amar Gërxhaliu    |
| 5  | PO   | Mevlüt Han Ekelik |
| 6  | PO   | Erdal Rakip       |
| 7  | OB   | Bünyamin Balcı    |
| 8  | PO   | Dario Šarić       |
| 9  | NA   | Adam Buksa        |
| 10 | NA   | Sam Larsson       |
| 11 | OB   | Güray Vural       |
| 12 | BR   | Kağan Arıcan      |
| 14 | PO   | Erkan Eyibil      |
| 16 | PO   | Ramzi Safouri     |
| 17 | OB   | Erdoğan Yeşilyurt |
| 18 | PO   | Jakub Kałuziński  |
| 19 | PO   | Ufuk Akyol        |

| Nr | Poz. | Piłkarz              |
| -- | ---- | -------------------- |
| 20 | PO   | Deni Milošević       |
| 21 | OB   | Ömer Toprak          |
| 22 | PO   | Sander van de Streek |
| 23 | BR   | Ataberk Dadakdeniz   |
| 27 | OB   | Mert Yılmaz          |
| 29 | OB   | Sagiv Yehezkel       |
| 30 | PO   | Mustafa Erdilman     |
| 34 | BR   | Doğukan Özkan        |
| 38 | PO   | Gerrit Holtmann      |
| 44 | OB   | Naldo                |
| 70 | PO   | Ege Bilsel           |
| 72 | OB   | Harun Toprak         |
| 77 | PO   | Zymer Bytyqi         |
| 80 | PO   | Emre Uzun            |
| 89 | OB   | Veysel Sarı          |
| 97 | NA   | Britt Assombalonga   |

## Europejskie puchary
Legenda do wszystkich tabel:
- Q – runda eliminacyjna, 1/16, 1/8, 1/4, 1/2 – odpowiednia faza rozgrywek, Grupa – runda grupowa, 1r gr – pierwsza runda grupowa, 2r gr – druga runda grupowa, F – finał, R – runda, PO – play-off
- k. – rzuty karne, los. – losowanie, Dogr. – dogrywka, w. – zasada bramek strzelonych na wyjeździe

| Sezon   | Rozgrywki        | Runda    | Przeciwnik               | Dom | Wyjazd | Ogólnie    |
| ------- | ---------------- | -------- | ------------------------ | --- | ------ | ---------- |
| 1996    | Puchar Intertoto | Grupa 7  | FC Basel                 | 2–5 |        | 3. miejsce |
| 1996    | Puchar Intertoto | Grupa 7  | Ataka-Aura Mińsk         |     | 3–0    | 3. miejsce |
| 1996    | Puchar Intertoto | Grupa 7  | Rotor Wołgograd          | 2–1 |        | 3. miejsce |
| 1996    | Puchar Intertoto | Grupa 7  | Szachtar Donieck         |     | 0–1    | 3. miejsce |
| 1997    | Puchar Intertoto | Grupa 11 | Publikum                 |     | 1–1    | 4. miejsce |
| 1997    | Puchar Intertoto | Grupa 11 | Maccabi Hajfa            | 0–2 |        | 4. miejsce |
| 1997    | Puchar Intertoto | Grupa 11 | Lokomotiw Niżny Nowogród |     | 0–1    | 4. miejsce |
| 1997    | Puchar Intertoto | Grupa 11 | Proleter Zrenjanin       | 1–0 |        | 4. miejsce |
| 2000/01 | Puchar UEFA      | Q        | Kəpəz Gəncə              | 5–0 | 2–0    | 7–0        |
| 2000/01 | Puchar UEFA      | 1R       | Werder Brema             | 2–0 | 0–6    | 2–6        |

## Osiągnięcia
- Finalista Pucharu Turcji: 2000, 2021